# 弘法寺 (深圳)
弘法寺位于中國广东省深圳市罗湖区仙湖植物园内，背靠梧桐山，是一座汉传佛教寺院。

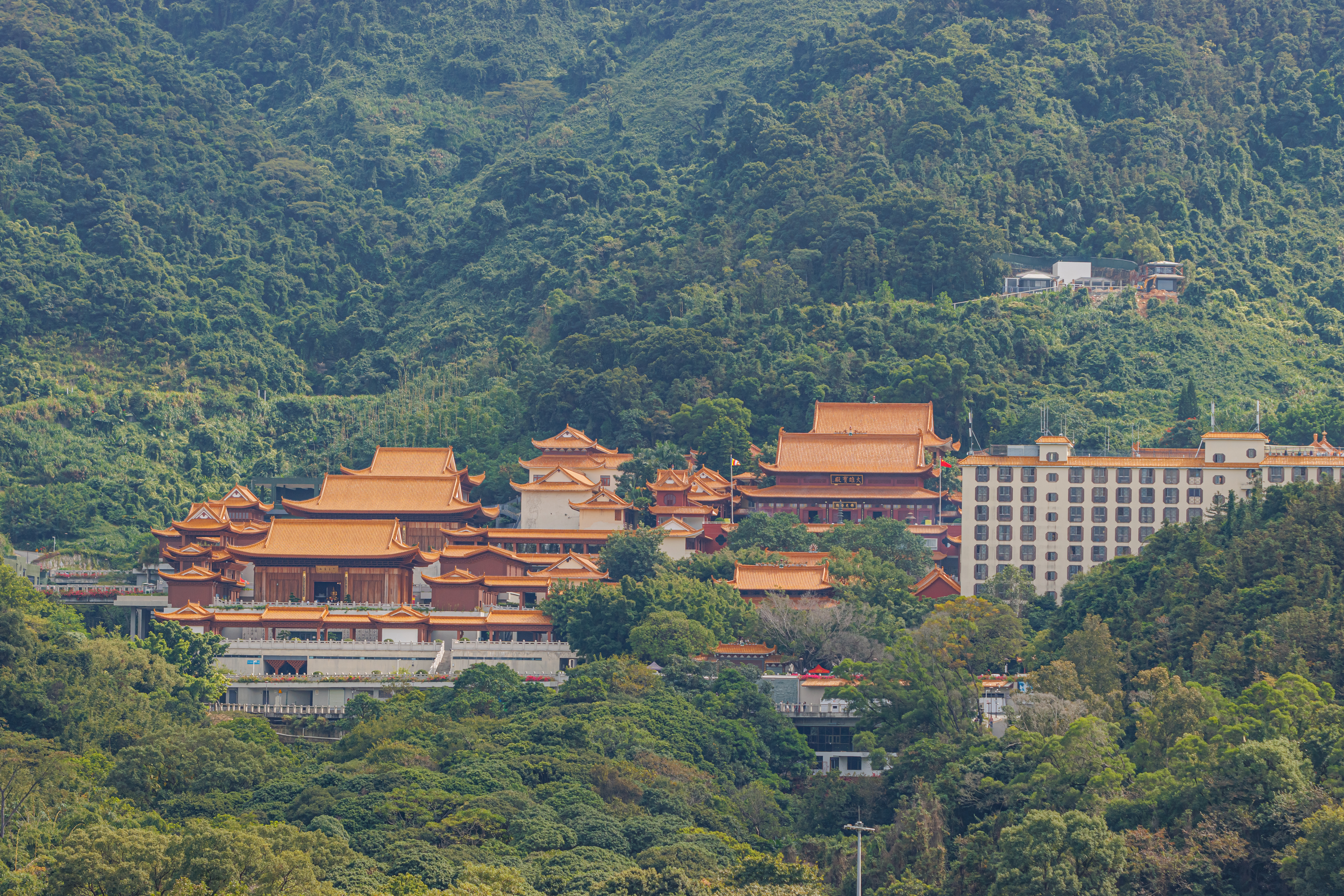
远眺

## 简介
弘法寺选址所在地被称之为“深圳绿色心肺”，1985年7月1日动土起造，是中华人民共和国建立以来国内新建的首座寺院。现任方丈为释印顺。
弘法寺是中国佛教协会直属寺院之一。
每年农历的正月初一和十五，弘法寺香火都非常兴旺，致使每次都需要警方出动大量警力以维持秩序。

## 历史沿革
一九八四年，深圳市政府邀请释本焕从丹霞山到深圳梧桐山共谋筹建弘法寺。
一九八五年七月一日，弘法寺破土动工；释本焕从丹霞山别传寺率领十位弟子到梧桐山为弘法寺动土洒净。
一九八六年七月，由中国佛教协会赵朴初会长题写寺名。
一九九〇年八月三十一日，经深圳市人民政府批准，弘法寺作为宗教活动场所对公众开放。
一九九二年六月十八日，弘法寺举行佛像开光方丈升座仪式。
二〇〇八年十月十八日，释印顺任弘法寺第二代方丈升座法会及庆典大会在深圳弘法寺举行。

## 历任方丈
- 释本焕（1992年－2008年）
- 释印顺（2008年－）[2]

## 主要建筑
弘法寺寺坐东南，朝西北，依山拾级而建。建筑面积三万余平方米。沿中轴线自下而上建有：山门殿、天王殿、佛教文化展览楼、大雄宝殿、藏经楼。两边及侧面分别建有客堂、祖师殿、伽蓝殿、钟鼓楼、观音殿、地藏殿、功德堂、方丈楼、退居楼、卧佛殿、斋堂、禅院、僧寮、客寮、云水堂等。

## 文化

#### 《百年虚云》
弘法寺改编自传记《大和尚虚云传奇》制作了古装剧《百年虚云》，讲述高僧虚云一生弘扬佛法、救护众生的人生旅程。
该剧是纪念虚云圆寂50周年的献礼剧，于2009年首播。